# میگ ئی-۱۵۲
خانواده میکویان-گورویچ ئی-۱۵۲ (به انگلیسی: Mikoyan-Gurevich Ye-150 family) یک دسته هواپیمای ساختِ کارخانهٔ میگ در کشور اتحاد جماهیر سوسیالیستی شوروی است.